# Khalifa Diop
Khalifa Ababacar Diop  (Guédiawaye, Senegal, 15 de enero de 2002) es un jugador de baloncesto senegalés que juega de pívot. Juega en el Saski Baskonia de la Liga ACB y Euroliga.

## Trayectoria
Formado en las categorías inferiores de C. B. Gran Canaria y C. B. TerrAlfas. Con 15 años el pívot senegalés debutó con el equipo de Liga EBA, en el que jugó durante las temporadas 2017-2018 y 2018-2019. Entre sus logros personales, Khalifa se convertiría en máximo reboteador del Campeonato de España Cadete (2017), MVP del Campeonato Cadete de clubes del 2018 en Lérida, campeón y MVP Torneo Junior Ciutat de L’Hospitalet en 2019 y participó en el Basketball Without Borders de la NBA.
El 28 de marzo de 2019, con apenas 17 años debutó con el primer equipo del C. B. Gran Canaria en un partido de Euroliga frente al Maccabi Tel Aviv BC, en el que jugó siete minutos, anotó tres puntos, capturó cuatro rebotes y consiguió robar una posesión.
Durante la temporada 2019-20, formaría parte de la plantilla del equipo de LEB Plata, alternando los entrenamientos y algún partido con el primer equipo. El 24 de noviembre de 2019 debuta en Liga ACB en un encuentro frente al Real Madrid Baloncesto. Desde febrero de 2021 pasó a tener ficha en el primer equipo.
En el verano de 2022 fue elegido en el puesto 39 del draft de la NBA por parte de Cleveland Cavaliers. Sin embargo no se incorporó al club estadounidense y renovó su vinculación con el Gran Canaria hasta 2025, que a su vez rechazaba la oferta de Valencia Basket.
Pese a haber renovado con el Gran Canaria hasta 2025, el 14 de julio de 2023 se desvincula del club canario para fichar por el Saski Baskonia, tras abonar su cláusula de rescisión.

## Selección
Debutó como internacional absoluto con Senegal en febrero de 2022.